# Nicolas Colsaerts
Nicolas Colsaerts (Schaerbeek, 14 novembre 1982) è un golfista belga.

## Carriera sportiva
Diviene professionista nel 2000, ad appena 18 anni, e si unisce alloEuropean Tour. L'anno della svolta è il 2009: perde ai playoff l'Irish Open e, nello stesso anno, vince i suoi due primi tornei (entrambi nei Paesi Bassi). Nel 2010 arriva terzo all'Italian Open. Nel 2011 vince il suo primo torneo dello European Tour: il Volvo China Open. Nello stesso anno, perde in semifinale del Volvo World Match Play Championship contro Ian Poulter. L'anno dopo, tuttavia, riesce a rifarsi, vincendo il torneo in finale contro Graeme McDowell.Partecipa per la prima volta allo US Open nel 2012, superando il taglio e qualificandosi al 27º posto.
Il 27 agosto 2012 viene convocato dal capitano José María Olazábal come wildcard per la sua prima Ryder Cup a Medinah. Durante il suo match d'esordio il 28 settembre in coppia con Lee Westwood chiude il suo giro con 8 birdie e 1 eagle (-10 di giornata) vincendo contro Tiger Woods e Steve Striker. Questo risultato, da molti definito "il miglior risultato mai raggiunto da un rookie nella giornata d'esordio alla Ryder Cup" ha permesso all'Europa di vincere l'unico punto della sessione pomeridiana.

## Vittorie professionali (10)

### European Tour vittorie (3)
| No. | Data            | Torneo                              | Punteggio di vittoria | Margine  | Secondo/i                                             |
| --- | --------------- | ----------------------------------- | --------------------- | -------- | ----------------------------------------------------- |
| 1   | 24 aprile 2011  | Volvo China Open1                   | −24 (65-67-66-66=264) | 4 colpi  | Søren Kjeldsen, Peter Lawrie, Danny Lee, Pablo Martín |
| 2   | 20 maggio 2012  | Volvo World Match Play Championship | 1 in più              | 1 in più | Graeme McDowell                                       |
| 3   | 20 ottobre 2019 | Amundi Open de France               | −12 (67-66-67-72=272) | 1 colpo  | Joachim B. Hansen                                     |

Co-sanzionato dalla OneAsia Tour

### Challenge Tour vittorie (2)
| No. | Data              | Torneo            | Punteggio di vittoria | Margine | Secondo/i                      |
| --- | ----------------- | ----------------- | --------------------- | ------- | ------------------------------ |
| 1   | 9 agosto 2009     | SK Golf Challenge | −11 (70-71-70-66=277) | Playoff | Rhys Davies, Julien Guerrier   |
| 2   | 13 settembre 2009 | Dutch Futures     | −17 (69-66-67-69=271) | 4 colpi | Andrew McArthur, Julien Quesne |

Challenge Tour playoff record (1–2)
| No. | Anno | Torneo                                   | Sfidante/i                             | Risultato                                           |
| --- | ---- | ---------------------------------------- | -------------------------------------- | --------------------------------------------------- |
| 1   | 2000 | DEXIA-BIL Luxembourg Open (come amatore) | Nils Roerbaek-Petersen, Henrik Stenson | Stenson ha vinto con birdie alla seconda buca extra |
| 2   | 2009 | Challenge of Ireland                     | Robert Coles                           | Perso col tiro birdie alla terza buca extra         |
| 3   | 2009 | SK Golf Challenge                        | Rhys Davies, Julien Guerrier           | Vinto con il tiro birdie alla seconda buca extra    |

### Alps Tour vittorie (1)
| No. | Data           | Torneo                         | Punteggio di vittoria | Margine | Secondo/i     |
| --- | -------------- | ------------------------------ | --------------------- | ------- | ------------- |
| 1   | 15 maggio 2005 | Open International de Bordeaux | −23 (65-66-65-69=265) | 6 colpi | Pierre Sallat |

### Tour francese vittorie (1)
| No. | Data            | Torneo                 | Punteggio di vittoria | Margine | Secondo/i                    |
| --- | --------------- | ---------------------- | --------------------- | ------- | ---------------------------- |
| 1   | 4 dicembre 2010 | Mauritius Golf Masters | −9 (67-73-67=207)     | 4 colpi | Darren Fichardt, Hennie Otto |

### Altre vittorie (3)
- 2000 World Travel Open (PGA of Belgium) (come amatore)
- 2002 Belgian Match Play Championship
- 2003 Omnium of Belgium